# Гълъб хралупар
Гълъбът хралупар (Columba oenas) е птица от семейство Гълъбови, срещаща се и на територията на България. По оперение и размери е подобен на скалния гълъб, но в по-тъмни тонове и със слабо изразени напречни ивици на крилете.

## Разпространение, начин на живот и хранене
В недалечното минало гълъбът хралупар е бил сравнително широко разпространен, но изсичането на горите и унищожаването на естествения му биотоп предизвикват значително намаляване на популацията, до степен да се превърне в застрашен от изчезване вид. Традиционно е бил широко разпространен в почти всички видове гори на Европа, Азия и Северна Африка. В районите с по-студен умерено-континентален климат е прелетен вид и се среща само лятото в периода на гнездене, в южния край на умерения пояс и в субтропичния пояс води предимно уседнал начин на живот или по-рядко е зимуващ вид. За примери могат да се посочат южните части на Италия и Гърция, където се среща само извън размножителния период, въпреки че повечето изследователи считат, че това се дължи на високата степен на обезлесеност и липсата на подходящи места за гнездене. Основната причина за намаляването на числеността му се счита липсата на подходящи хралупи с които живота му е тясно свързан. Когато отгледа едно люпило в дадена хралупа, гълъба хралупар я оставя силно замърсена и негодна за повторна употреба, което налага наличието на втора за да може да отгледа второ люпило през същата година. От друга страна нощем предпочита да спи в дупки и хралупи и извън размножителния период, поради липсата на такива дори са намирани спящи гълъби в дупките на зайци подземници. В райони, където проблемът с гнезденето и спането е отпаднал, благодарение на изкуствени къщички или защитени райони в горите, гълъбът хралупар сравнително бързо може да възстанови своята численост, защото хранителната му ниша е доста подобна на тази на скалния гълъб и обикновено не страда от липса на храна. Храната му в дивата природа се състои от зърна, семена, кълнове и плодчета, но в близост до хора се храни с тестени отпадъци и други.

## Размножаване
Моногамни птици. Гнездото се намира в хралупа с достатъчни размери да побере птицата, но не е нужно да е прекалено голяма. Застила я с тънки клонки, слама, сухи листа и оформя сравнително плитко гнездо, напомнящо това на скалния гълъб. Мъжкият мъти обикновено от 10 часа сутринта до 15 часа следобед, а женската през останалото време. Снася две бели яйца, неразличими от яйцата на скалния гълъб. Малките също много си приличат, но тези на гълъба хралупар са винаги оцветени монотонно в тъмносиво. Излюпват се слепи и покрити с рядък жълт пух, който опада постепенно в процеса на поникването на перата и обикновено изчезва напълно при излизане от гнездото. Малките прекарват първите 8 дни топлени непрекъснато от родителите си и са хранени с така нареченото гълъбово мляко – кашица от смлени и размекнати зърна и гушен секрет.

## Допълнителни сведения
На територията на България е рядък и защитен от закона вид.